# Evangelische Kirche Sierning
Die Evangelische Kirche Sierning in der Marktgemeinde Sierning in Oberösterreich stammt aus den Jahren 1959–1963. Die Evangelische Tochtergemeinde A.B. Sierning und die Muttergemeinde Neukematen bilden gemeinsam die Evangelische Pfarrgemeinde Neukematen. Die Pfarre ist Teil der Evangelischen Kirche A.B. in Österreich und gehört zur Evangelischen Superintendentur Oberösterreich. Die Kirche von Sierning wird auch Christuskirche genannt.

## Die evangelische Kirche
Die Grundsteinlegung erfolgte am 6. September 1959.  Die Einweihung der Christuskirche durch den damaligen evangelischen Bischof für Österreich Gerhard May geschah nach rund vierjähriger Bauzeit am 5. Mai 1963. Am 24. Mai 1964 konnten die beiden Glocken, ein Geschenk der deutschen Pfarrgemeinde Pfedelbach, geweiht werden.
Die Kirche wurde nach Plänen des Sierninger Baumeisters Hinterndorfer gebaut. Die Kirche ist schlicht gehalten und bietet für rund 220 Personen Sitzplätze. Der Kirchturm ist 16 Meter hoch.

## Geschichte der evangelischen Gemeinde
Das durch Kaiser Joseph II. erlassene Toleranzpatent von 1781 erlaubte die Wiedererrichtung evangelischer Pfarrgemeinden in den habsburgischen Landen. Im heutigen Österreich wurden bis 1795 insgesamt 48 Toleranzgemeinden geschaffen. Im Raum Sierning war die nächstgelegene Toleranzgemeinde ab 1783 in Neukematen gelegen. 
Die Predigtstelle Sierning wurde im August 1934 eingerichtet, der erste evangelische Gottesdienst fand im Gasthaus Swoboda im Ortsteil Neuzeug statt. Ab 1944 erhöhte sich die Anzahl der Evangelischen durch Flüchtlinge aus Siebenbürgen. Im Jahr 1958 wurde über die Erhebung zur Tochtergemeinde diskutiert. Mit 1. Jänner 1959 wurde unter dem damaligen Pfarrer Albert Kahlert die Evangelische Tochtergemeinde A.B. Sierning gegründet. Im gleichen Jahr begann der Kirchenbau. Die Kirchenweihe fand 1963 statt, das Gemeindezentrum wurde ab 1985 errichtet.
Die evangelische Gemeinde von Sierning wird durch den Seelsorger der Pfarrkirche Neukematen (in Piberbach) mitbetreut.